# Andile Dlamini
Pour les articles homonymes, voir Dlamini.
Andile Dlamini, née le 2 septembre 1992 à Tembisa, est une footballeuse internationale sud-africaine évoluant au poste de gardienne de but.

## Biographie

### En club
Andile Dlamini se lance dans le football après avoir joué contre l'équipe nationale féminine de football des moins de 20 ans de l'Afrique du Sud. Elle est ensuite sélectionnée dans l'équipe.
Surnommée "Sticks", elle évolue avec les Phomolong Ladies, puis au Mamelodi Sundowns LFC, en Afrique du Sud. Elle est nommée meilleure gardienne de la Ligue des champions féminine de la CAF 2021, qu'elle remporte.

### En équipe nationale
Elle fait ses débuts avec l'équipe d'Afrique du Sud contre le Botswana en 2011.
Après l'arrivée de l'entraîneur Desiree Ellis, elle reçoit la chance de devenir la gardienne titulaire, surtout après que Barker ait été libérée plus tard que prévu pour les matches amicaux et la Coupe d'Afrique des nations 2016.
Andile Dlamini participe avec l'équipe d'Afrique du Sud au championnat d'Afrique 2012, au championnat d'Afrique 2014, à la Coupe d'Afrique 2016, puis aux Jeux olympiques d'été de 2016, et à la Coupe d'Afrique 2018.
En 2019, elle figure parmi la liste des 23 joueuses sud-africaines retenues afin de participer à la Coupe du monde organisée en France.

## Palmarès
- Vainqueur de la Coupe d'Afrique des nations 2022 avec l'équipe d'Afrique du Sud
- Finaliste de la Coupe d'Afrique des nations en 2012 et en 2018 avec l'équipe d'Afrique du Sud
- Vainqueur de la Ligue des champions féminine de la CAF 2021 et 2023  avec les Mamelodi Sundowns
- Vainqueur du Championnat féminin du COSAFA 2019 avec l'équipe d'Afrique du Sud

Distinctions personnelles
- Meilleure gardienne de la Coupe d'Afrique des nations 2022[6]
- Meilleure gardienne de la Ligue des champions féminine de la CAF 2021 et 2023
- Meilleure gardienne du Championnat féminin du COSAFA 2019[7]